# 青藍泰斗高等学校
青藍泰斗高等学校（せいらんたいとこうとうがっこう）は、栃木県佐野市葛生東二丁目にある私立高等学校。

## 概要
学校法人永井学園が運営する。禅寺である善増寺の敷地内に所在する。
2005年に「葛生（くずう）高等学校」から現校名に改称。

### 校名
校名の「青藍」は『荀子・観学篇』出典の「青は藍より出でて藍より青し」（弟子や教え子がその先生よりも優れた人になることの例え）」からとられている。「泰斗」は『唐書』出典の「泰山北斗」の略。「泰山」は中国・山東省にある聖なる山、「北斗」は北極星で共に人々から仰ぎ見られる存在であることから、学問・芸術の分野で権威を持ち尊敬される人を意味する。親や教師を超え、その道でなくてはならない存在、社会に役立つ存在になってほしいという意味が込められている。

### 校歌
校歌は校名変更に伴い新しく制作し直すこととなり、地元に縁のある売野雅勇に作詞とプロデュースを依頼。作曲を芹澤廣明に依頼し完成した。

## 沿革
- 1908年（明治41年） - 永井泰量によって葛生学館が開校する。
- 1925年（大正14年） - 葛生実業学校として法人を組織する。
- 1926年（大正15年） - 葛生農商学校と改称する。
- 1940年（昭和15年） - 葛生商業学校と改称する。
- 1944年（昭和19年） - 葛生工業学校と改称する。
- 1946年（昭和21年） - 葛生商業学校に復帰する。
- 1948年（昭和23年） - 高等学校設置基準の制定に伴い「葛生高等学校」と改称する。
- 2005年（平成17年） - 現校名「青藍泰斗高等学校」に改称する。
- 2008年（平成20年） - 創立100周年を迎えた。

## 部活動
- 硬式野球部
  - 葛生高校時代の1990年夏（第72回）に全国大会に初出場。初戦の山陽（広島県）戦で4-1とリードして迎えた9回裏、2死走者なしの場面から4点を取られ逆転サヨナラ負けした[2]。
  - 2013年夏（第95回）は栃木県大会決勝に進出し作新学院と対戦。2-1で迎えた9回表2死走者なし、上記以来23年ぶりの甲子園まであとアウト1つの場面から逆転され2-3で敗れた[3]。
  - 2025年夏（第107回）は県大会決勝で作新学院と対戦し、延長10回タイブレークの末4-3で勝利。甲子園大会への出場は「葛生」が前校名だった1990年夏（第72回）以来35年ぶり2度目で、現校名になってからは初となる[4]。
- 卓球部
  - 平成26年度全国県予選大会男子団体・個人・ダブルス優勝。インターハイ出場。
  - 平成27年度全国県予選大会女子団体・個人・ダブルス優勝。インターハイ出場。
  - 平成28年度全国県予選大会団体男女アベック優勝（栃木県で34年ぶり）。インターハイ出場。国民体育大会出場。
  - インターハイ学校対抗４回出場(男女ともに)
- ウエイトリフティング部
  - 平成28年度インターハイ出場（42度目）。関東大会出場（43度目）。
  - 令和４年度インターハイ89kg級Clean&jerk２位、Total５位。
- 陸上競技部
  - 平成28年度インターハイ出場（5度目）。国民体育大会出場。関東大会出場（8年連続）。
  - 令和３年度インターハイ女子砲丸投げ５位。
- 吹奏楽部
  - 平成28年度全国高等学校総合文化祭吹奏楽部門出場。
  - 東関東マーチング大会出場（13年連続）。定期演奏会、地域行事多数出演。

- サッカー部
  - 令和５年度栃木県新人戦ベスト４
- バレーボール部(男子)
  - 令和６年度栃木県総合体育大会兼関東大会栃木県予選５位入賞
- その他、バスケットボール部、バドミントン部、書道部、チアダンス・応援サークル、インターアクトクラブ他。

## 主な出身者

### 芸能
- 三代目三遊亭歌橘（落語家）

### 野球
- 中里鉄也
- 石川俊介
- 池田健
- 石川慧亮
- 石川翔
- 益子京右
- 中山誠吾